# Nekrolog 3. Quartal 1901
Nekrolog
◄◄
| ◄
| 1897
| 1898
| 1899
| 1900
| 1901 | 1902 | 1903 | 1904 | 1905 | ► | ►►
1. Quartal |
2. Quartal |
3. Quartal |
4. Quartal 1901
Weitere Ereignisse | Allgemeiner Nekrolog 1901
Die Beschreibung der verstorbenen Person sollte so kurz wie möglich gehalten sein und nur deren signifikante Tätigkeit(en) enthalten.
Neue Namen ggf. auch unter dem Geburts- und Sterbedatum, also etwa unter 1. Januar und im Geburts- und Sterbejahr (2024) eintragen (nur bei entsprechender großer Wichtigkeit). Für Beispiele siehe die schon vorhandenen Artikel.
Außerdem über die fünf zuletzt Verstorbenen, zu denen es einen ausreichend guten Artikel für eine Präsentation auf der Hauptseite gibt, nach der todesbedingten Überarbeitung der Artikel ggf. auch unter Wikipedia Diskussion:Hauptseite informieren und sie am besten auch in den anderen Wikipedia-Sprachversionen eintragen. Tipp: Regelmäßig bei news.google.de nach „ist tot“, „gestorben“ oder „verstorben“ suchen.
Wenn eine Person gestorben ist, gibt es viele Seiten zu dieser Person in der Wikipedia, die davon auch betroffen sind und entsprechend aktualisiert werden müssen. Beispiele: Namenübersichtsseite, Geburtsjahr, Geburtsort-Seiten und viele mehr.
Wie finde ich die betroffenen Seiten?
Im Suchfeld auf der linken Seite gibt man den Suchbegriff so ein: „Vorname Nachname“. Dann klickt man auf Volltext und alle Seiten mit entsprechendem Suchtext werden aufgerufen. Hier sieht man dann schnell, wo auch das Todesjahr Sinn macht oder sogar ein Teil des Artikels angepasst werden muss. Auch hilft das „Werkzeug“ auf der linken Seite sehr gut, um solche Seiten aufzufinden: „Links auf diese Seite“. Somit ist die Wikipedia wieder aktuell in allen Bereichen! Hinweis: bei Eintragung der Kategorie „Gestorben JAHR“ wird der Missbrauchsfilter 49 ausgelöst, was jedoch nicht schlimm ist. Siehe: Spezial:Missbrauchsfilter/49
Dies ist eine Liste von im dritten Quartal 1901 verstorbenen bekannten Persönlichkeiten. Die Einträge erfolgen innerhalb der einzelnen Daten alphabetisch sortiert. Tiere sind im Nekrolog für Tiere zu finden.

## Juli
| Tag      | Name                                  | Beruf, bekannt als                                                                         | Alter | Beleg |
| -------- | ------------------------------------- | ------------------------------------------------------------------------------------------ | ----- | ----- |
| 1. Juli  | Viktor von Grumbkow                   | preußischer Generalmajor                                                                   | 51    |       |
| 1. Juli  | James H. Kyle                         | US-amerikanischer Politiker                                                                | 47    |       |
| 1. Juli  | Wilhelm Schur                         | deutscher Astronom                                                                         | 55    |       |
| 1. Juli  | Thomas Whitehead                      | US-amerikanischer Politiker                                                                | 75    |       |
| 2. Juli  | Theodor Arndt                         | deutscher evangelischer Theologe                                                           | 51    |       |
| 2. Juli  | William Baring                        | deutscher Mediziner                                                                        | 70    |       |
| 2. Juli  | Heinrich Xaver Sieger                 | deutscher Fabrikant, Unternehmer und Besitzer der Kurkölnischen Landesburg Zülpich         | 89    |       |
| 2. Juli  | Johann von Zimmermann                 | deutscher Erfinder und Unternehmer, Gründer einer Werkzeugmaschinenfabrik                  | 81    |       |
| 3. Juli  | Benjamin Chew Tilghman                | US-amerikanischer Erfinder                                                                 | 79    |       |
| 4. Juli  | John Fiske                            | US-amerikanischer Philosoph und Historiker                                                 | 59    |       |
| 4. Juli  | Johann Gottlieb Korschelt             | deutscher Lehrer und Heimatforscher                                                        | 83    |       |
| 4. Juli  | Arthur Langhammer                     | deutscher Maler und Illustrator                                                            | 46    |       |
| 4. Juli  | Johannes Schmidt                      | deutscher Sprachwissenschaftler                                                            | 57    |       |
| 4. Juli  | Peter Guthrie Tait                    | schottischer Physiker                                                                      | 70    |       |
| 5. Juli  | Hermann Pohle                         | deutscher Maler                                                                            | 69    |       |
| 6. Juli  | Friedrich Ludwig Gaupp                | deutscher Jurist und Politiker, MdR                                                        | 68    |       |
| 6. Juli  | Chlodwig zu Hohenlohe-Schillingsfürst | deutscher Politiker (LRP), MdR                                                             | 82    |       |
| 6. Juli  | Erwin Küsthardt                       | deutscher Maler und Bildhauer                                                              | 34    |       |
| 6. Juli  | Joseph LeConte                        | US-amerikanischer Geologe                                                                  | 78    |       |
| 6. Juli  | Mortimer Nye                          | US-amerikanischer Politiker                                                                | 62    |       |
| 6. Juli  | Cuthbert Peek                         | britischer Astronom und Meteorologe                                                        | 46    |       |
| 6. Juli  | J. William Stokes                     | US-amerikanischer Politiker                                                                | 47    |       |
| 7. Juli  | Carl Rudolf Pfahl                     | deutscher Verwaltungsjurist                                                                | 79    |       |
| 7. Juli  | Lindor Serrurier                      | niederländischer Anthropologe, Konservator und Museumsdirektor                             | 54    |       |
| 7. Juli  | Johanna Spyri                         | Schweizer Schriftstellerin                                                                 | 74    |       |
| 7. Juli  | Wilhelm Volz                          | deutscher Maler zwischen Historismus und Jugendstil                                        | 45    |       |
| 8. Juli  | Robert Straub                         | Schweizer Politiker                                                                        | 68    |       |
| 9. Juli  | Ludwig von Gleichen-Rußwurm           | deutscher Landschaftsmaler des Impressionismus                                             | 64    |       |
| 9. Juli  | William Henry Stone                   | US-amerikanischer Politiker                                                                | 72    |       |
| 10. Juli | Thomas J. Cason                       | US-amerikanischer Politiker                                                                | 72    |       |
| 11. Juli | Godefried Guffens                     | belgischer Maler                                                                           | 77    |       |
| 11. Juli | Augustus N. Martin                    | US-amerikanischer Politiker                                                                | 54    |       |
| 12. Juli | Federico Errázuriz Echaurren          | chilenischer Politiker                                                                     | 50    |       |
| 12. Juli | Richard B. Hubbard                    | US-amerikanischer Diplomat und 17. Gouverneur von Texas                                    | 68    |       |
| 13. Juli | Alexander von Bülow                   | deutscher Ministerpräsident (1829–1901)                                                    | 72    |       |
| 13. Juli | Peter Jackson                         | britischer Boxer                                                                           | 40    |       |
| 13. Juli | Joseph Langen                         | altkatholischer Theologe                                                                   | 64    |       |
| 13. Juli | Rudolf Ley                            | deutscher Erfinder und Unternehmer                                                         | 61    |       |
| 14. Juli | Josef Blattmann                       | deutscher Politiker                                                                        | 74    |       |
| 14. Juli | Maria Isabella von Österreich-Toskana | Erzherzogin von Österreich und Prinzessin von Toskana                                      | 67    |       |
| 15. Juli | Ferdinand Caspary                     | deutscher Mathematiker                                                                     | 47    |       |
| 17. Juli | John Farmer                           | englischer Musiker, Komponist und Musiklehrer                                              | 65    |       |
| 17. Juli | Basilius Hidber                       | Schweizer Historiker                                                                       | 83    |       |
| 17. Juli | Daniel Krebs                          | deutscher Revolutionär, Politiker                                                          | 73    |       |
| 17. Juli | Charles Theodore Mohr                 | deutschamerikanischer Botaniker und Apotheker                                              | 76    |       |
| 18. Juli | Jan ten Brink                         | niederländischer Schriftsteller                                                            | 67    |       |
| 18. Juli | Mary Ann Müller                       | neuseeländische Lehrerin, Suffragette und eine der ersten Feministinnen in Neuseeland      |       |       |
| 18. Juli | Alfredo Piatti                        | italienischer Cellovirtuose und Komponist                                                  | 79    |       |
| 19. Juli | Eleanor Anne Ormerod                  | britische Entomologin                                                                      | 73    |       |
| 20. Juli | Antonín Viktor Barvitius              | böhmischer Architekt des Historismus                                                       | 78    |       |
| 20. Juli | Georg Jelačić von Bužim               | österreich-ungarischer Feldmarschallleutnant                                               | 96    |       |
| 21. Juli | Francisco Camilo de Araújo            | brasilianischer Politiker                                                                  |       |       |
| 21. Juli | Félix Joseph Henri de Lacaze-Duthiers | französischer Physiologe und Zoologe                                                       | 80    |       |
| 21. Juli | Isaak Mautner                         | böhmischer Textilindustrieller                                                             | 77    |       |
| 21. Juli | Simon J. Schermerhorn                 | US-amerikanischer Politiker                                                                | 73    |       |
| 22. Juli | Alfred Agricola                       | deutscher Reichsgerichtsrat                                                                | 77    |       |
| 23. Juli | Kliment Tarnowski                     | bulgarischer Politiker und Ministerpräsident                                               |       |       |
| 24. Juli | George William Allan                  | kanadischer Politiker                                                                      | 79    |       |
| 24. Juli | Isaac Goodnight                       | US-amerikanischer Politiker                                                                | 52    |       |
| 24. Juli | Andreas Laskaratos                    | satirischer Schriftsteller und Kritiker                                                    | 90    |       |
| 25. Juli | Thaddeus Hyatt                        | US-amerikanischer Rechtsanwalt und Erfinder                                                | 85    |       |
| 26. Juli | Konstantin Cretius                    | deutscher Maler                                                                            | 87    |       |
| 27. Juli | Antonio María Cascajares y Azara      | spanischer Kardinal und Bischof                                                            | 67    |       |
| 27. Juli | Brooke Foss Westcott                  | britischer Theologe und Bischof von Durham                                                 | 76    |       |
| 28. Juli | Paul Alexis                           | französischer Romanautor, Theaterdixchter und Journalist                                   | 54    |       |
| 28. Juli | Hermann Götz                          | Maler, Lithograf, Plastiker, Kunstgewerbler, Professor an der Kunstgewerbeschule Karlsruhe | 52    |       |
| 28. Juli | Hermann von Widerhofer                | österreichischer Pädiater                                                                  | 69    |       |
| 29. Juli | Adolf Bleichert                       | deutscher Seilbahnpionier                                                                  | 56    |       |
| 30. Juli | Herbert Baxter Adams                  | US-amerikanischer Historiker und Hochschullehrer                                           | 51    |       |
| 30. Juli | Richard von Arnim                     | preußischer Offizier                                                                       | 69    |       |
| 30. Juli | John Moore                            | irischer Geistlicher, Bischof von Saint Augustine                                          | 66    |       |
| 31. Juli | Robert Bosse                          | deutscher Politiker                                                                        | 69    |       |
| 31. Juli | Carl Anton Schott                     | deutsch-amerikanischer Naturwissenschaftler                                                | 74    |       |

## August
| Tag        | Name                                      | Beruf, bekannt als                                                                          | Alter | Beleg |
| ---------- | ----------------------------------------- | ------------------------------------------------------------------------------------------- | ----- | ----- |
| 1. August  | John Davis                                | US-amerikanischer Politiker                                                                 | 74    |       |
| 1. August  | Rudolf Schering                           | deutscher Marineoffizier                                                                    | 58    |       |
| 3. August  | William H. Clagett                        | US-amerikanischer Politiker                                                                 | 62    |       |
| 3. August  | Louis Grivart                             | französischer Politiker                                                                     | 72    |       |
| 3. August  | Emerich von Stadion                       | österreichischer Schriftsteller                                                             | 63    |       |
| 4. August  | Bertha Gumprich                           | deutsch-jüdische Köchin und Kochbuchautorin                                                 | 69    |       |
| 4. August  | Friedrich Wilhelm Helle                   | deutscher Dichter                                                                           | 66    |       |
| 4. August  | Hermann Otto Pflaume                      | deutscher Architekt und Stadtrat                                                            | 71    |       |
| 4. August  | Albin Swoboda                             | österreichischer Sänger und Schauspieler                                                    | 64    |       |
| 4. August  | Alexander Treichel                        | deutscher Jurist, Gutsbesitzer und Volkskundler                                             | 63    |       |
| 5. August  | Gustav Jägermayer                         | österreichischer Fotograf                                                                   | 66    |       |
| 5. August  | Victoria von Großbritannien und Irland    | britische Prinzessin und deutsche Kaiserin                                                  | 60    |       |
| 6. August  | William C. Price                          | US-amerikanischer Jurist und Politiker sowie Offizier in der Konföderiertenarmee            | 85    |       |
| 7. August  | Josiah Johnson Hawes                      | US-amerikanischer Fotopionier                                                               | 93    |       |
| 7. August  | James Scott Negley                        | US-amerikanischer Offizier und Politiker                                                    | 74    |       |
| 7. August  | Carl Pauli                                | deutscher Sprachforscher der Etruskischen Sprache                                           | 61    |       |
| 7. August  | Werner Suess                              | deutsch-US-amerikanischer Mechaniker                                                        |       |       |
| 8. August  | Ferdinand Arnold                          | deutscher Botaniker                                                                         | 73    |       |
| 8. August  | Oreste Baratieri                          | italienischer General                                                                       | 59    |       |
| 8. August  | William A. Newell                         | US-amerikanischer Politiker                                                                 | 83    |       |
| 8. August  | Edmond de Polignac                        | französischer Prinz und Komponist                                                           | 67    |       |
| 8. August  | Alfred Vaucher                            | Schweizer Mediziner und Politiker                                                           | 68    |       |
| 9. August  | Henri Philippe Marie d’Orléans            | französischer Forschungsreisender                                                           | 33    |       |
| 9. August  | Konrad Zinn                               | bayerischer Verwaltungsjurist                                                               | 53    |       |
| 10. August | Otto von Faber du Faur                    | deutscher Maler, württembergischer Offizier                                                 | 73    |       |
| 11. August | Francesco Crispi                          | Staatsmann und Kolonialpolitiker                                                            | 82    |       |
| 11. August | Eduard Meyer                              | deutscher Jurist und Mitglied des Preußischen Herrenhauses                                  | 84    |       |
| 12. August | Ernest Jean Philippe Fauque de Jonquières | französischer Mathematiker                                                                  | 81    |       |
| 12. August | Adolf Erik Nordenskiöld                   | finnisch-schwedischer Polarforscher, Kartograph und Reiseschriftsteller                     | 68    |       |
| 13. August | Johannes Fahrngruber                      | österreichischer Pfarrer und Heimatforscher, Gründer des St. Pöltner Diözesanmuseums        | 55    |       |
| 13. August | Domenico Morelli                          | italienischer Maler                                                                         | 75    |       |
| 13. August | John Brutzman Storm                       | US-amerikanischer Politiker                                                                 | 62    |       |
| 14. August | Georg Brandes                             | deutscher Opernsänger (Bariton), Theaterregisseur und -intendant                            | 65    |       |
| 14. August | Johann Jakob Erhardt                      | deutscher Missionar                                                                         | 78    |       |
| 14. August | Robert Graßmann                           | deutscher Verleger und Schriftsteller                                                       | 86    |       |
| 14. August | Joseph Bernhard Jack                      | deutscher Apotheker und Botaniker                                                           | 83    |       |
| 15. August | Julie Hausmann                            | deutsch-baltische geistliche Dichterin                                                      | 75    |       |
| 15. August | Tilli Heuser                              | deutsche Kinderdarstellerin und Theaterschauspielerin                                       | 20    |       |
| 15. August | Karl Weinhold                             | deutscher Germanist und Hochschullehrer                                                     | 77    |       |
| 16. August | Julius Ritter                             | deutscher Theaterleiter                                                                     |       |       |
| 17. August | Edmond Audran                             | französischer Organist und Operetten-Komponist                                              | 61    |       |
| 18. August | Richard Kleinmichel                       | deutscher Komponist, Dirigent und Pianist                                                   | 54    |       |
| 18. August | Abel Lukšić                               | kroatischer Journalist, Redakteur, Herausgeber und Verleger                                 |       |       |
| 18. August | Otto Sutermeister                         | Schweizer Pädagoge                                                                          | 68    |       |
| 19. August | Ernst Böhme                               | deutscher protestantischer Theologe                                                         | 29    |       |
| 19. August | Josef Kaizl                               | tschechischer Politiker und Nationalökonom                                                  | 47    |       |
| 20. August | Robert Bindschedler                       | Schweizer Chemiker und Industrieller                                                        | 57    |       |
| 20. August | Victor-Joseph Doutreloux                  | belgischer Geistlicher, Bischof von Lüttich                                                 | 64    |       |
| 20. August | Fritz Simrock                             | Berliner Musikverleger                                                                      | 64    |       |
| 21. August | Adolf Fick                                | deutscher Physiologe                                                                        | 71    |       |
| 21. August | Aloys Lauer                               | deutscher Geistlicher, römisch-katholischer Ordenspriester                                  | 67    |       |
| 21. August | Riccardo Selvatico                        | italienischer Politiker, Bürgermeister Venedigs (1890–1895)                                 | 52    |       |
| 22. August | Isaac W. Van Schaick                      | US-amerikanischer Politiker                                                                 | 83    |       |
| 23. August | Charles Coran                             | französischer Lyriker bretonischer Herkunft                                                 |       |       |
| 24. August | Karl Kollhoff                             | deutscher Wirklicher Geheimer Kriegsrat und Abteilungschef im preußischen Kriegsministerium |       |       |
| 24. August | Gunnar Wennerberg                         | schwedischer Dichter                                                                        | 83    |       |
| 25. August | Moritz Becker                             | deutscher Unternehmer in der Bernsteingewinnung                                             | 71    |       |
| 25. August | Franz Coronini-Cronberg                   | österreichischer Politiker                                                                  | 67    |       |
| 26. August | Alwin Gustav von Coler                    | königlich preußischer Generalstabsarzt                                                      | 70    |       |
| 27. August | Rudolf Haym                               | Philosoph und Publizist                                                                     | 79    |       |
| 27. August | Eugen Jettel                              | österreichischer Maler                                                                      | 56    |       |
| 28. August | William B. Anderson                       | US-amerikanischer Politiker                                                                 | 71    |       |
| 28. August | August Gebhardt                           | evangelischer Pfarrer und Mitglied der Landstände des Großherzogtums Hessen                 | 92    |       |
| 29. August | Charles A. Busiel                         | US-amerikanischer Politiker                                                                 | 58    |       |
| 29. August | John Collinson                            | Gouverneur des Kassala-Distrikts im Sudan                                                   |       |       |
| 29. August | Otto von Diest                            | preußischer Verwaltungsbeamter, Landrat                                                     | 80    |       |
| 31. August | Herrmann von Sachsen-Weimar-Eisenach      | Prinz von Sachsen-Weimar-Eisenach und Herzog zu Sachsen, württembergischer General          | 76    |       |
| 31. August | Emil Minlos                               | kgl. preußischer Konsul in Maracaibo und Sozialreformer                                     | 72    |       |

## September
| Tag           | Name                                | Beruf, bekannt als                                               | Alter | Beleg |
| ------------- | ----------------------------------- | ---------------------------------------------------------------- | ----- | ----- |
| 1. September  | Max Barack                          | deutscher Mundart-Schriftsteller und Offizier                    | 69    |       |
| 1. September  | Samuel D. Burchard                  | US-amerikanischer Politiker                                      | 65    |       |
| 1. September  | Franz Sales Günter                  | deutscher Stadtschultheiß                                        | 70    |       |
| 1. September  | Karl Martin Rogg                    | Schweizer Grossrat und Oberrichter                               | 65    |       |
| 2. September  | Luigi Maria d’Albertis              | italienischer Forschungsreisender und Ornithologe                | 59    |       |
| 3. September  | Evelyn Abbott                       | englischer Altertumswissenschaftler                              | 58    |       |
| 3. September  | Friedrich Chrysander                | deutscher Musikwissenschaftler                                   | 75    |       |
| 4. September  | Karoline Rosing                     | grönländische Hebamme und Übersetzerin                           | 59    |       |
| 4. September  | William C. Wallace                  | US-amerikanischer Jurist und Politiker                           | 45    |       |
| 5. September  | Ignaz Klemenčič                     | Physiker                                                         | 48    |       |
| 7. September  | Ludwig Thudichum                    | Begründer der Gehirnchemie                                       | 72    |       |
| 8. September  | Johannes von Miquel                 | deutscher Politiker, MdR und Reformer                            | 73    |       |
| 9. September  | Willem van Goltstein van Oldenaller | niederländischer Politiker und Diplomat, Kolonialminister        | 70    |       |
| 9. September  | Michael Morris, 1. Baron Killanin   | irisch-britischer Jurist und Politiker                           | 74    |       |
| 9. September  | Othmar Murnik                       | österreichischer Abt                                             | 66    |       |
| 9. September  | Andreas Franz Wilhelm Schimper      | deutscher Botaniker und Universitätsprofessor                    | 45    |       |
| 9. September  | Georg Wilhelm Schulze               | deutscher Pastor                                                 | 72    |       |
| 9. September  | Bernhard August Thiel               | Bischof von San José, Costa Rica                                 | 51    |       |
| 9. September  | Wilhelm Tomaschek                   | österreichischer Geograph und Orientalist                        | 60    |       |
| 9. September  | Henri de Toulouse-Lautrec           | französischer Maler                                              | 36    |       |
| 10. September | Franklin Landers                    | US-amerikanischer Politiker                                      | 76    |       |
| 12. September | Franz Fugger von Kirchberg          | deutscher Politiker                                              | 58    |       |
| 12. September | Emilie Rettich                      | österreichische Sängerin und Schauspielerin                      | 67    |       |
| 13. September | Samuel Jenny                        | österreichischer Unternehmer und Altertumsforscher               | 64    |       |
| 13. September | Gallus August Suter                 | Schweizer Jurist und Politiker                                   | 72    |       |
| 13. September | Theodor Wirz                        | Schweizer Politiker                                              | 59    |       |
| 14. September | William McKinley                    | US-amerikanischer Politiker, 25. Präsident der USA (1897–1901)   | 58    |       |
| 14. September | Maximilian Reeß                     | deutscher Botaniker                                              | 56    |       |
| 14. September | Heinrich Weidt                      | deutscher Komponist, Dirigent und Chorleiter                     | 77    |       |
| 15. September | Carl Philipp Euler                  | deutscher Turnpädagoge und Schriftsteller                        | 73    |       |
| 17. September | Hermann Eichler                     | österreichischer Historien- und Genremaler                       |       |       |
| 17. September | Evangelista Di Milia                | italienischer Geistlicher, Bischof von Lecce                     | 59    |       |
| 18. September | Friedrich Bunte                     | deutscher Gewerkschafter                                         | 42    |       |
| 18. September | Julius Dörfel                       | österreichischer Architekt                                       | 67    |       |
| 18. September | Georg Graßmann                      | Bürgermeister und Abgeordneter                                   | 75    |       |
| 18. September | Hugo von Obernitz                   | preußischer Offizier, zuletzt General der Infanterie             | 82    |       |
| 18. September | Johann Adolf Winter                 | deutscher Otologe, Ophthalmologe und Bibliothekar                | 85    |       |
| 18. September | Louis Wintermeyer                   | deutscher Politiker (FVp), MdR                                   | 42    |       |
| 19. September | Stefan von Zoltowski                | polnisch-deutscher Rittergutsbesitzer und Politiker, MdR         | 62    |       |
| 20. September | George West                         | US-amerikanischer Politiker                                      | 78    |       |
| 21. September | Hermann von Sicherer                | deutscher Rechtswissenschaftler und Hochschullehrer              | 62    |       |
| 21. September | Adolf Stäbli                        | Schweizer Landschaftsmaler                                       | 59    |       |
| 22. September | Ignacy Maciejowski                  | polnischer Schriftsteller, Dramatiker und Literaturkritiker      | 66    |       |
| 23. September | Nathaniel Buchanan                  | australischer Rinderzüchter, Viehtreiber und Entdecker           |       |       |
| 23. September | August Dächsel                      | deutscher evangelischer Pfarrer und Theologe                     | 82    |       |
| 23. September | Gregor Fichtner                     | deutscher Papierfabrikant und Politiker (Zentrum), MdR           | 73    |       |
| 23. September | Alfred Pernice                      | deutscher Jurist, Professor für römisches Recht                  | 60    |       |
| 24. September | Fredrik Åkerblom                    | schwedischer Zeitungsredakteur, Autor und Reichstagsabgeordneter | 62    |       |
| 24. September | Karl von Alten                      | preußischer General der Kavallerie, Gouverneur der Festung Ulm   | 68    |       |
| 24. September | Gustav Schröpler                    | deutscher Maler                                                  | 71    |       |
| 24. September | Jeremiah M. Wilson                  | US-amerikanischer Politiker                                      | 72    |       |
| 26. September | Oskar Blencke                       | deutscher Theaterschauspieler                                    | 52    |       |
| 26. September | John George Nicolay                 | Privatsekretär und Biograph von Abraham Lincoln                  | 69    |       |
| 26. September | Sixtus Armin Thon                   | deutscher Maler, Radierer sowie Lithograph                       | 83    |       |
| 26. September | Boris von Vietinghoff-Scheel        | russischer Komponist                                             | 72    |       |
| 27. September | Georg Adam Bauer                    | königlich-bayerischer Ingenieur                                  | 72    |       |
| 27. September | John Critcher                       | US-amerikanischer Politiker                                      | 81    |       |
| 27. September | Hans von Scheel                     | deutscher Nationalökonom und Statistiker                         | 61    |       |
| 27. September | Oskar Wehr                          | deutscher Rittergutsbesitzer und Politiker (NLP), MdR            | 64    |       |
| 28. September | Emil Karl Goetze                    | deutscher Opernsänger                                            | 45    |       |